# جون سانتوس
جون سانتوس هو عارض ومقدم تلفزيوني فلبيني، ولد في 1 يونيو 1987 في مدينة تارلاك في الفلبين.

## وصلات خارجية
- جون سانتوس على موقع IMDb (الإنجليزية)